# Jan III. Gast z Vartenberka
Jan III. Gast z Vartenberka a Děčína (zvaný též Ješek, po 1300 – 1383) byl český šlechtic, politik a válečník z rodu pánů z Vartenberka, téměř celoživotně působící na dvoře českého a římského krále Karla IV. Zastával několik vysokých dvorských úřadů, mj. úřad nejvyššího číšníka a nejvyššího purkrabího Království českého. 

## Životopis
Pocházel ze severočeského šlechtického rodu pánů z Vartenberka, odvozující svůj původ od hradu Vartenberk, dnešní Stráži pod Ralskem. Narodil se patrně právě na rodovém hradě. Byl synem Jana II. z Vartenberka a vnukem Jana I. z Vartenberka, jehož válečné zásluhy zmiňuje též Zbraslavská kronika.
Držel mj. hrady Vartenberk, Děvín, Děčín, vsi Osečná, Svébořice a další panství v severních a středních Čechách. Roku 1365 převzal po smrti strýce Beneše funkci nejvyššího purkrabího Království českého, jedné z nejvyšších státních funkcí. Po smrti otce pak s bratrem Václavem získal úřad nejvyššího královského číšníka, který Vartenberkové drželi dědičně. Patřil k nejbližšímu okruhu Karlových blízkých a zúčastnil se s ním několika tažení, včetně výpravy do Braniborska proti silám markraběte Oty Fürstewaldského. Funkci nejvyššího českého purkrabího opustil roku 1378, patrně po císařově úmrtí téhož roku. 
V městečku Vartenberk nechal vystavět kamenný kostel sv. Zikmunda. Roku 1380 vydal v češtině list týkající se dvora Medný, který se stal jedním z nejstarších dochovaný česky psaných úředních dokumentů (psány převážně v latině či němčině).

### Úmrtí
Ješek z Vartenberka zemřel 1383 a byl pohřben v dominikánském klášteře v Jablonném v Podještědí, jednom z rodových pohřebišť Vartenberků.

### Rodina
Se svou manželkou Margaretou z Michalovic měli syna Jana V. z Vartenberka a Děčína, Václava (Vaňka) z Děčína a Blanska, Beneše († 1388) a dcery Anežku († 1408) a Elišku († 1408) 

### V umění
Postava (karlštejnského) purkabího Ješka z Vartenberka vystupuje v historické divadelní komedii Noc na Karlštejně Jaroslava Vrchlického z roku 1884. Ve stejnojmenném filmovém muzikálu režiséra Zdeňka Podskalského s písněmi Karla Svobody a Jiřího Štaidla z roku 1973 ztvárnil tuto postavu herec Jaroslav Marvan.